# Calheta (plaats, Azoren)
Calheta is een plaats (freguesia) in de Portugese gemeente Calheta en telt 1249 inwoners (2001). De plaats ligt op het eiland São Jorge, onderdeel van de Azoren.